# Eulachnesia
Eulachnesia is een kevergeslacht uit de familie van de boktorren (Cerambycidae). De wetenschappelijke naam van het geslacht werd voor het eerst geldig gepubliceerd in 1872 door Bates.

## Soorten
Eulachnesia omvat de volgende soorten:
- Eulachnesia amoena Galileo & Martins, 2005
- Eulachnesia cobaltina Bates, 1881
- Eulachnesia humeralis (Fabricius, 1801)
- Eulachnesia monnei Martins & Galileo, 1996
- Eulachnesia smaragdina Bates, 1872